# Concordie van Leuenberg
De Concordie van Leuenberg (Duits: Leuenberger Konkordie, LK), officieel genaamd de Concordie van reformatorische kerken in Europa, is een verklaring die op 16 maart 1973, in het conferentiecentrum Leuenberg in Hölstein bij Bazel (Zwitserland), werd vastgesteld door vertegenwoordigers van een aantal Europese protestantse kerken.
Deze verklaring vormde de basis voor de Kerkengemeenschap van Leuenberg, sinds 2003 genaamd Gemeenschap van Protestantse Kerken in Europa.